# Nabalus acerifolius
Nabalus acerifolius là một loài thực vật có hoa trong họ Cúc. Loài này được (Maxim.) Matsum. miêu tả khoa học đầu tiên.